# Claudia Velasco
Claudia Velasco (n. 1965 en Santiago de Chile, Chile), es una periodista y escritora de novela romántica desde 2007. Reside en Madrid.

## Biografía
Claudia Velasco nació en Santiago de Chile, Chile. A los 19 se trasladó a Madrid, España, dónde estudió Periodismo en la Universidad Complutense de Madrid y donde reside desde 1985. Trabaja en una agencia de prensa internacional. Combina su trabajo de periodista con escribir novelas románticas e históricas que han sido publicada desde 2007.

### SagaLancaster
1. El medallón de los Lancaster (2007/10) (Editorial Vestales y RBA)
2. Promesas de amor cumplidas (2008/10)  (Editorial Vestales y RBA)
3. Mi alma en tus manos (2010/10)  (Editorial Vestales y RBA)
4. "El Medallón de los Lancaster. Edición diez años (abril de 2017) (Amazon)

### SerieSpanish Lady
1. Spanish Lady (2014/01) (Harlequin Ibérica)
2. Ojos Verdes (2015) (Harlequin Ibérica)
3. Gypsy (diciembre de 2016) (Harper Collins Ibérica)

Bilogía El cielo en llamas
- El cielo en llamas (2012/05)  (Editorial Cristal)
- El cielo en Llamas (2015) Reedición por Harlequin Ibérica. Harper Collins)
- Eve (2016) Harlrquin Ibérica. Harper Collins)

Bilogía Eloisse
- Me miraré siempre en tus ojos (2013/07) (Harlequín Ibérica)
- Alrededor de tu piel (2014) (Harlequin Ibérica)
- Las dos historias de Eloisse Edición especial que contiene en un solo volumen Alrededor de tu piel y Me miraé siempre en tus ojos (2015) (Harlequin Ibérica)

Bilogía Agua de lluvia
- Agua de Lluvia (2015) (Alentia Editorial)
- Técnica Mixta (2016) (Alentia Editorial)

### Novelas independientes
- Del orgullo al amor (2009) (Amazon y editorial GRAM)
- Somos tú y yo (2012)  (Planeta Libros)
- Corazón de Templario (noviembre de 2013) (Amazon)
- Del Orgullo al Amor (2014) (Gramnexo)
- Tú me enseñaste a amar (2014/01) (Editorial Gramnexo) (Harlquin Ibérica)
- Bloody Mary (Charlotte) (2015) (Harlequín Ibérica. Harper Collins)
- Somos tú y yo. Secretos de Covent Garden (mayo de 2017) (Reedición Harper Collins)
- Me perdí en tu mirada (agosto de 2017) (Amazon)
- Nosotros y el Destino (febrero de 2018) Harper Collins Ibérica
- Soñando Contigo (junio de 2018) Amazon
- La princesa del Millón de Dólares (noviembre de 2018) Harper Collins Ibérica
- Edward (febrero de 2018) Amazon
- Irlanda (abril 2de de 2019) Harper Collins Ibérica
- De postre, Tú (julio de 2019) editorial Harlequín
- Volver a empezar (2020) Amazon
- Lady Aurora (mayo de 2020) Harper Collins Ibérica
- Ese vuelo de Londres a Madrid (noviembre de 2020) Alentia Editorial.
- Carpe Díem, Juliet (septiembre de 2021) Alentia Editorial.
- Todo es psoible en Nueva York (2022)
- El Síndrome de Stendhal (2023)

### Cuentos
- Edward en "Cuentos para mil y una noches de amor" (2009/02)
- Un regalo de Navidad en "Cuentos para mil y una noches de amor -Historias de Navidad-" (2009/12)
- Antología de cuentos (2024)